# Garo Mafyan
Garo Mafyan (* 24. Februar 1951 in Erenköy, Kadıköy, Istanbul) ist ein türkischer Musiker und Komponist armenischer Abstammung.

## Leben
Mafyan wuchs in der Bağdat Avenue in Erenköy in Istanbul auf. Sein Heimatviertel ist damit Kadıköy. Er ist verheiratet mit Gülyüz Mafyan (geborene Bayraktaroğlu) und hat eine Tochter namens Damla.
Garo Mafyan ist seit 1980 im Musikgeschäft aktiv, seine Stilrichtung ist Pop. Er spielt auch Piano. Er ist mit dem Mitarbeiter der Gesellschaft für die türkische Sprache, Agop Dilâçar Martayan, sowie mit Levon Aşçiyan, dem letzten Palastdoktor des Osmanischen Reiches verwandt.